# Avocat Hass
L'avocat Hass est une variété d'avocat avec une peau bosselée de couleur vert foncé. Au début il a été cultivé et vendu par la société de courrier du sud de la Californie aux États-Unis et par l'horticulteur Rudolph Hass, qui lui a donné son nom,,.
L'avocat Hass est un fruit de grande taille qui pèse entre 200 et 300 g. Quand il est mûr, sa peau devient violet foncé noirâtre et se déforme à la moindre pression. Quand il est prêt à être consommé, il devient blanc-vert au milieu du fruit interne.
En raison de son goût, de sa taille, de sa durée de vie, de son haut rendement de croissance et du fait qu'il se récolte toute l'année dans quelques régions, la variété Hass est l'avocat le plus populaire et le plus commercialisé dans le monde. Aux États-Unis, il représente plus de 80% de la récolte de l'avocat, 95% de celle de la Californie et il est l'avocat le plus cultivé en Nouvelle-Zélande,.

## Histoire
Tous les avocatiers Hass vendus dans le monde ont poussé à partir de plants greffés propagés à partir d'un seul arbre. Cet arbre a poussé d'une graine achetée par Rudolph Hass en 1926 à A. R. Rideout de Whittier, en Californie, États-Unis. À ce moment-là, Rideout obtenait des graines de toutes les sources qu'il pouvait trouver, même de restes de nourriture de restaurant. La variété de la graine dont est issu le premier arbre est donc inconnue. En 2019, l'Académie nationale des sciences a publié une étude génétique concluant que l'avocat Hass est un croisement entre des variétés d'avocats mexicaines (61 %) et guatémaltèques (39 %).
En 1926, dans son champ de 1.5 acre (6000 m2) au 430 West Road, La Habra Heights, Californie, Hass a planté trois graines achetées chez Rideout, qui ont donné un plant puissant. Après avoir essayé et échoué au moins deux fois la greffe du plant avec des greffons d'avocatier Fuerte (la principale variété commerciale de l'époque), Hass a pensé à le couper, mais un greffeur professionnel nommé Caulkins lui dit que le jeune arbre était sain et fort, et qu'il pourrait le laisser pousser. Quand l'arbre a commencé à porter des fruits bizarres et bosselés, ses enfants ont aimé le goût. Quand les rendements de l'arbre augmentaient, Hass vendait facilement ce que sa famille n'avait pas mangé à des collègues du bureau de poste,. L'avocat Hass a eu un de ses premiers succès commerciaux dans la boutique "Model Grocery Store" de la rue Colorado à Pasadena, Californie, États-Unis, où des chefs cuisiniers, travaillant pour les résidents les plus riches de la ville, ont acheté de grands et savoureux fruits de la nouvelle variété pour 1 USD chacun, un très fort prix à l'époque (l'équivalent de 14 USD en 2018).

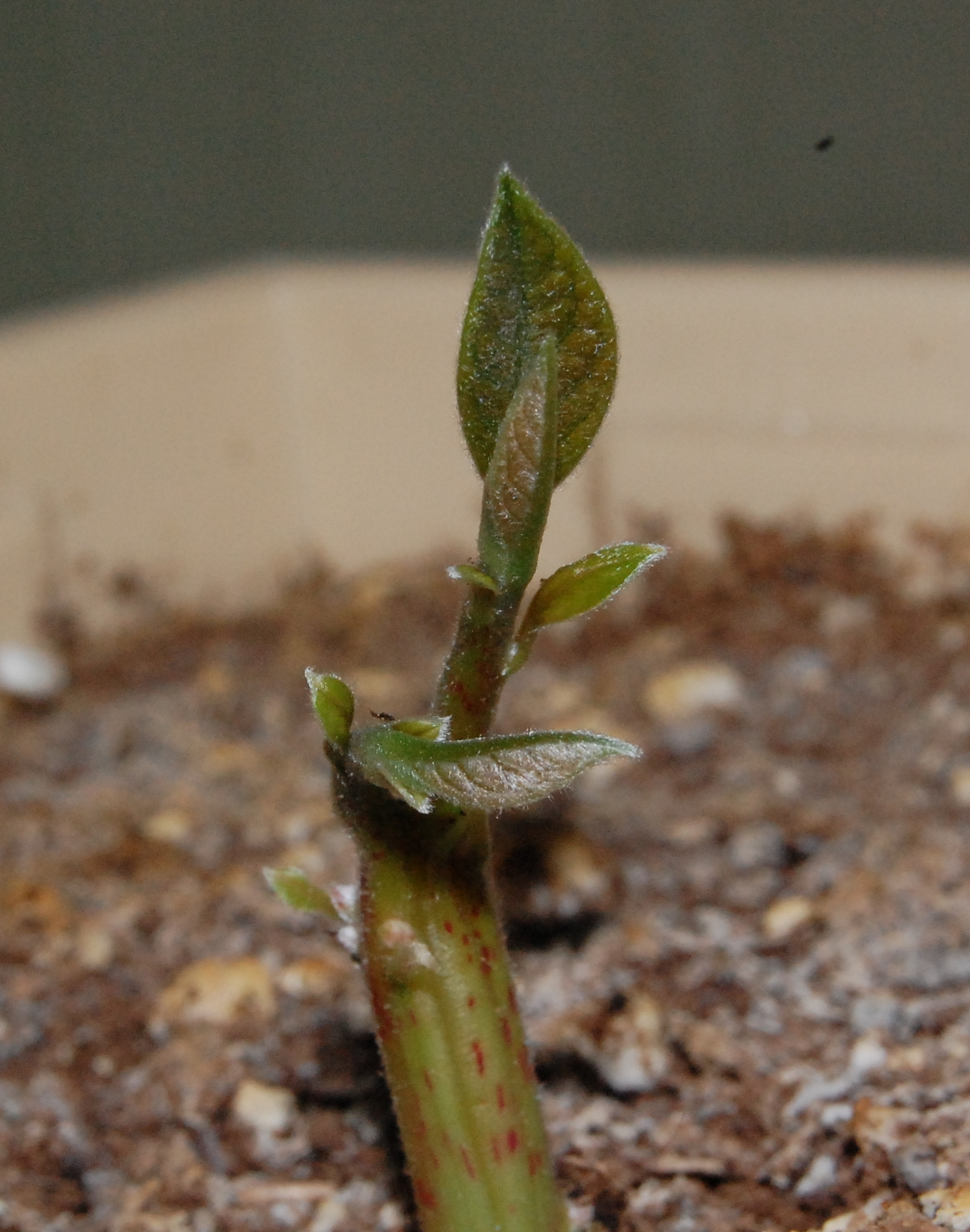
Un germe d'un jeune avocat Hass

Hass a breveté l'arbre en 1935 (le premier brevet aux États-Unis à propos d'un arbre) et a passé un contrat avec le pépiniériste Harold Brokaw pour cultiver et vendre des semis greffés propagés à partir de ses boutures,, dans lequel Brokaw recevait 75% du produit. Brokaw s'est ensuite spécialisé dans le Hass et a souvent vendu des plants greffés car, contrairement au Fuerte, les rendements du Hass sont abondants tout au long de l'année, avec des fruits plus gros, une longue durée de vie et une saveur plus riche en raison de la teneur en gras plus élevée,. Toutefois, Hass a réalisé un bénéfice inférieur à 5000 USD grâce au brevet, car des greffons provenant des premiers arbres vendus par Brokaw ont ensuite été propagés pour greffer des vergers entiers.
Rudolph Hass a été postier toute sa vie et est décédé d'une crise cardiaque à l'hôpital Fallbrook, à Fallbrook, Californie, États-Unis, en 1952, la même année où son brevet a expiré et peu de temps après avoir créé un nouveau verger de 80 acres,.
Au début du XXIe siècle, le secteur américain de l'avocat recevait plus d'un milliard de dollars par an de cette variété de forte densité et de grande qualité et cela représentait environ 80% de tous les avocats cultivés dans le monde.

### L'arbre mère
En raison de l'étalement tardif des banlieues dans le sud de la Californie, l'arbre mère s'est tenu pendant de nombreuses années devant une résidence à La Habra Heights. L'arbre est mort à l'âge de 76 ans et a été coupé le 11 septembre 2002 après une lutte de 10 ans contre le phytophthora (pourriture racinaire), qui tue souvent les avocatiers. Deux plaques de la résidence privée au 426 West Road, signalent l'endroit où il a poussé. Le bois a été stocké dans une pépinière et, de ce stock, un neveu de Rudolph Hass, Dick Stewart, a fabriqué des souvenirs, des bijoux et d'autres cadeaux,. De 2010 à 2013, à la mi-mai et, à nouveau à partir de septembre 2018, la ville de La Habra Heights a célébré l'avocat Hass lors de son "festival annuel de l'avocat La Habra Heights",.

## Alternance de fructification
Les arbres d'avocat Hass, comme d'autres variétés, ne peuvent bien porter que tous les deux ans. Après une année de rendement bas, souvent à cause du froid, pour lequel l'arbre n'a pas beaucoup de tolérance, les rendements seront beaucoup plus élevés l'année suivante. Cependant, la récolte abondante peut épuiser les glucides stockés, ce qui diminue le rendement de la saison suivante, et cela peut placer l'arbre dans une configuration de roulement alterné à vie. Les plantations d'avocat Hass du sud de la Californie ont un sol bien drainé, un ensoleillement abondant et des vents doux et frais venant des océans qui aident le fruit à pousser. Ces conditions sont constantes tout au long de l'année, ce qui permet qu'il y ait toujours des récoltes fraîches d'avocats Hass dans le sud de la Californie.

## Valeur nutritionnelle
L'avocat cru contient 73% d'eau, 15% de matière grasse, 9% de glucides et 2% de protéines. Étant donné que des sources fiables ne sont pas disponibles en ce qui concerne le contenu micro-nutritionnel spécifique des avocats Hass, on utilise les informations d'une "variété commerciale" du département d'agriculture des États-Unis. Une quantité de référence de 100 g fournit 160 calories et est riche (20% ou plus de la valeur quotidienne recommandée) en plusieurs vitamines B et en vitamine K, avec un contenu modéré (10 - 19%) de vitamine C, vitamine E et potassium. Les avocats Hass contiennent des phytostérols et caroténoïdes, y compris la lutéine et la zéaxanthine.
Les avocats contiennent plusieurs types de matière grasse. Pour un avocat typique :
- Environ 75% de l'énergie d'un avocat vient de la matière grasse, dont la plupart (67% de la matière grasse totale) est mono-insaturée sous forme d'acide oléique[14].
- D'autres matières grasses prédominantes incluent l'acide palmitique et l'acide linoléique[14].
- La teneur en matières grasses saturées représente 14% de la matière grasse totale[14].
- La composition en matière grasse totale typique est à peu près : 1% oméga-3, 14% oméga-6, 71% oméga-9 (65% oléique et 6% palmitoléique), et 14% de matière grasse saturée (acide palmitique)[14].